# La Torera

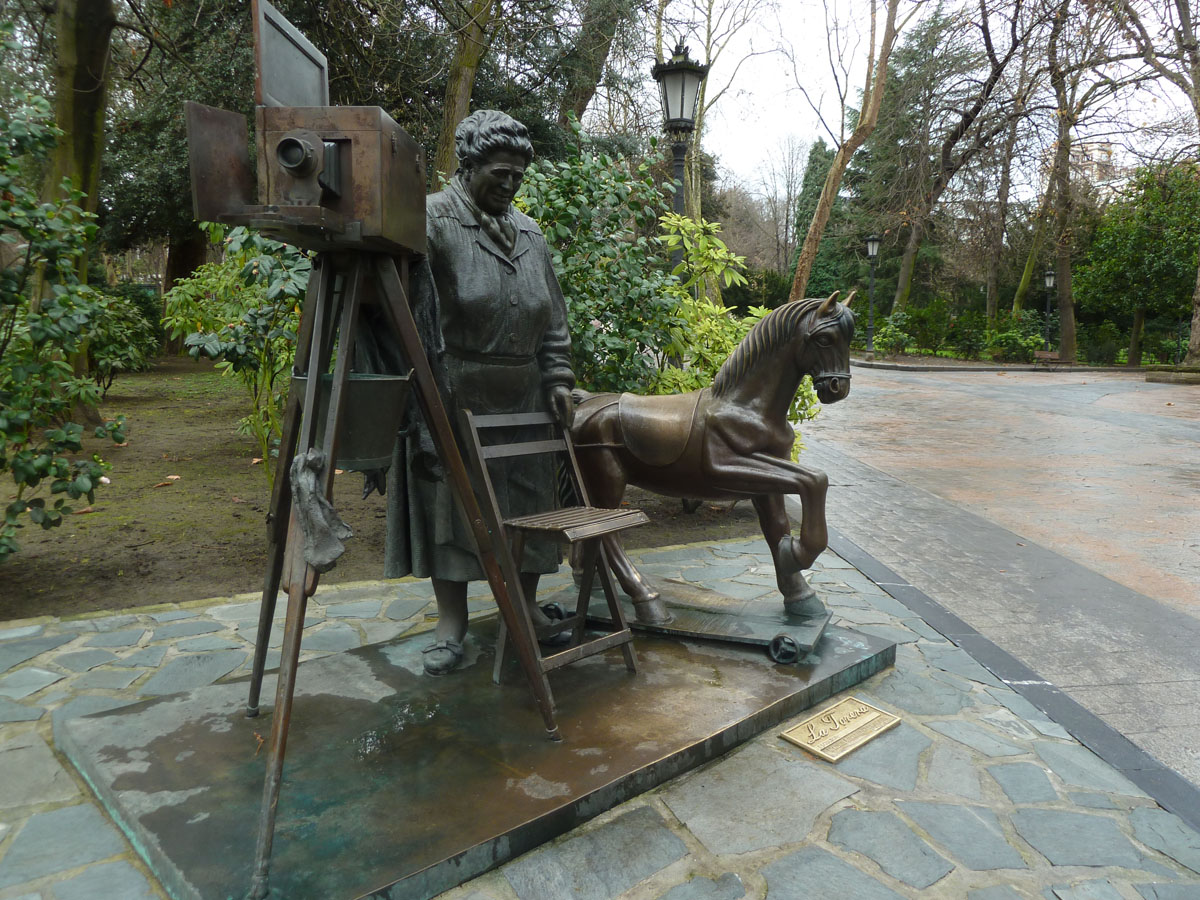
La Torera.

La escultura urbana conocida como La Torera, ubicada en la  avenida de Italia del Campo San Francisco, en la ciudad de Oviedo, Principado de Asturias, España, es una de las más de un centenar que adornan las calles de la mencionada ciudad española.
El paisaje urbano de esta ciudad se ve adornado por obras escultóricas, generalmente monumentos conmemorativos dedicados a personajes de especial relevancia en un primer momento, y más puramente artísticas desde finales del siglo XX.
La escultura, hecha en bronce, es obra de Mauro Álvarez Fernández, y está datada en 2002. La estatua, de estilo realista y tamaño natural, es un homenaje a  Josefa Carril, popular fotógrafa que vivía en Oviedo y trabajaba junto con su marido, Antonio Hernández, fotografiando en este parque a la burguesía de la época, en el mismo sitio donde se ha colocado el monumento. El conjunto escultórico lo forman Josefa (que sonríe, y uno de sus brazos se introduce en la manga negra por donde se manipulaba en el mini-laboratorio), junto a su cámara fotográfica (conocida como  cámara “minutera”)  y el trípode (del cual cuelga un cubo de agua), una silla y un caballito (el cual hace referencia al caballito de cartón que le servía para mantener distraídos a los niños cuando les  realizaba el retrato). El nombre de "torera" le viene por el tipo de calzado que siempre usaba esta fotógrafa, unas “manoletinas”.